# Operacja Orli Szpon

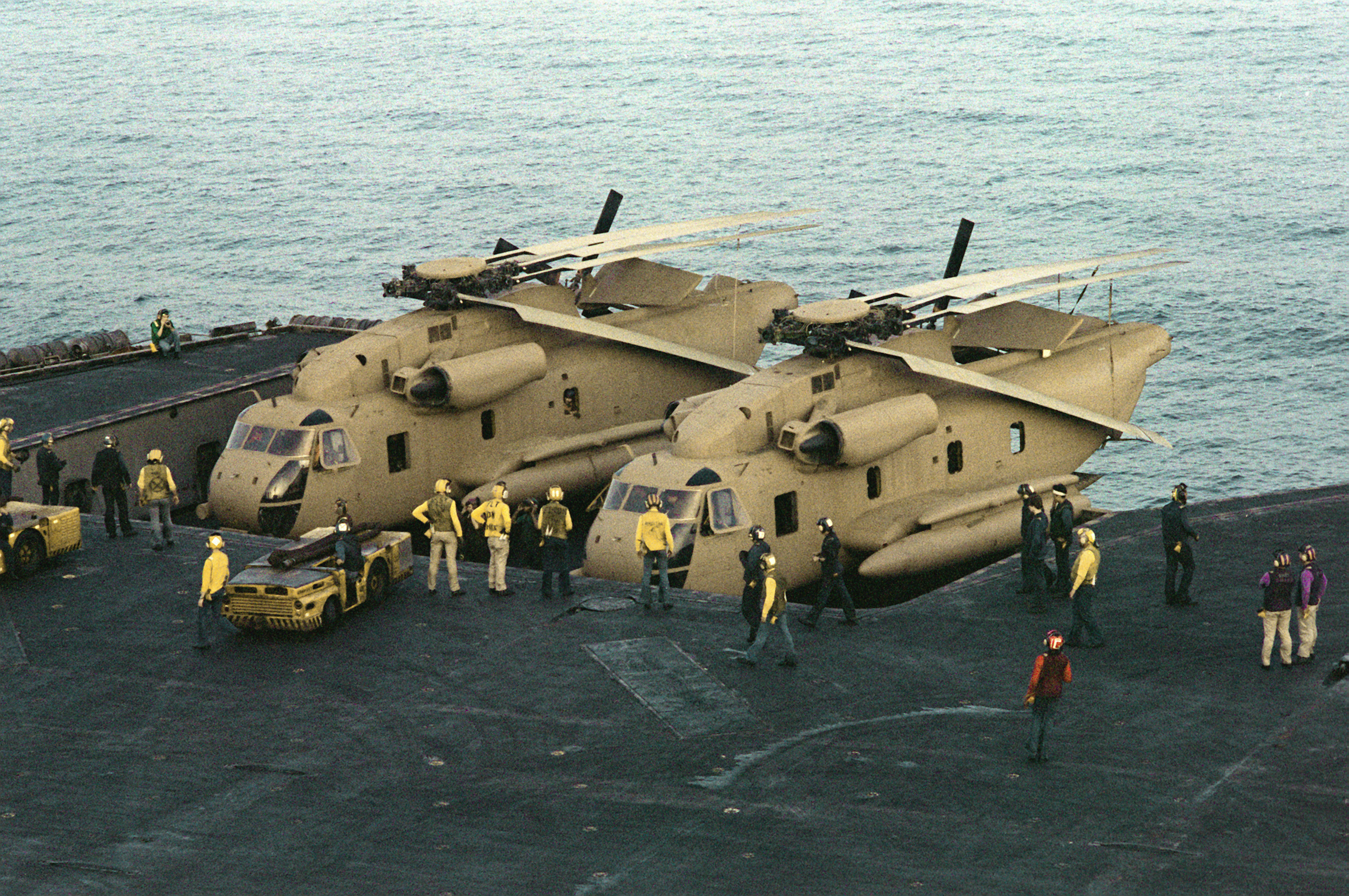
Pozbawione znaków przynależności śmigłowce Sea Stallion użyte w operacji.

Operacja Orli Szpon (ang. Operation Eagle Claw), inne nazwy to Operacja Wieczorne Światło (ang. Operation Evening Light) lub Operacja Miska Ryżu (ang. Operation Rice Bowl) – nieudana operacja odbicia zakładników z ambasady USA w Teheranie w kwietniu 1980 przeprowadzona przez żołnierzy z jednostki specjalnej Delta Force, będąca jednocześnie pierwszą akcją tej formacji znaną opinii publicznej.

## Historia
24 kwietnia 1980 amerykańscy komandosi podjęli próbę odbicia 52 zakładników z okupowanej od ponad 5 miesięcy ambasady USA w Teheranie. Skomplikowany i ryzykowny plan dwudniowej operacji składał się z dwóch części. W pierwszym dniu miało być urządzone prowizoryczne lotnisko na bezludnej pustyni na południowy wschód od Teheranu. Na tym lądowisku, noszącym kryptonim Desert One, miały wylądować śmigłowce RH-53D Sea Stallion z lotniskowca USS „Nimitz” i samoloty transportowe C-130 Hercules. Po nabraniu paliwa z transportowców, śmigłowce z komandosami miały lecieć do następnych prowizorycznych lądowisk w górach otaczających Teheran, pod kryptonimem Desert 2. Stamtąd komandosi mieli przedostać się do centrum Teheranu i uwolnić zakładników, którzy następnie mieli być przewiezieni śmigłowcami do lotniska wojskowego Manzariyeh nieopodal Teheranu, skąd miały ich zabrać transportowce C-130. Działania w Teheranie miały być wspierane przez sieć agentów stworzoną przed rozpoczęciem operacji. Agenci ci mieli być przewodnikami, mieli również urządzić bezpieczne kryjówki dla komandosów przed atakiem.
Na przeszkodzie w realizacji planu stanęła nieoczekiwana burza piaskowa. W drodze do pierwszego prowizorycznego lotniska piloci dwóch z ośmiu śmigłowców zabłądzili, a trzeci śmigłowiec zmuszony został do awaryjnego lądowania. Powodem był piasek unoszący się w powietrzu, który zatkał filtr powietrza. Poza tym przyjmuje się, że dużym błędem operacji było wykorzystanie „regularnych” pilotów. Jako że posiadanie sześciu sprawnych śmigłowców zostało ustalone w planach jako niezbędne minimum do kontynuowania misji, operację odwołano. W ręce żołnierzy irańskich wpadło 6 śmigłowców oraz dokumenty dekonspirujące siatkę CIA w Iranie. Ponadto podczas odwrotu ewakuacyjny śmigłowiec startujący z bazy zderzył się z amerykańskim samolotem, w wyniku czego zginęło 3 żołnierzy piechoty morskiej na pokładzie śmigłowca RH-53 i 5 żołnierzy sił powietrznych w C-130.
Operacja zakończyła się wielką klęską. Duża ilość sprzętu pozostawiona na pustyni była bezapelacyjnym dowodem istnienia operacji i została z powodzeniem użyta przez irańską propagandę. Klęska spowodowała też dalszy spadek poparcia dla już wcześniej niepopularnego prezydenta Jimmy’ego Cartera i walnie przyczyniła się do jego porażki w wyborach prezydenckich roku 1980, wygranych przez Ronalda Reagana. Samych zakładników zwolniono dopiero w dniu zaprzysiężenia Reagana.
Niepowodzenie operacji spowodowało głębokie reformy w amerykańskich siłach specjalnych. Zidentyfikowano rywalizację między różnymi rodzajami sił zbrojnych jako jedno ze źródeł niepowodzenia. W 1987 reformy zostały ukoronowane stworzeniem United States Special Operations Command, dowództwa mającego za zadanie nadzorować i koordynować działania sił specjalnych z różnych rodzajów sił zbrojnych.